# 保靖県
保靖県（ほせい-けん）は湖南省湘西トゥチャ族ミャオ族自治州に位置する県。
洞庭湖へ向かう沅江の支流の酉水が流れる。

## 行政区画
- 鎮：普戎鎮、復興鎮、遷陵鎮、清水坪鎮、比耳鎮、毛溝鎮、水田河鎮、葫芦鎮、碗米坡鎮、呂洞山鎮
- 郷：陽朝郷、長潭河郷